# Svedala (comune)
Svedala è un comune svedese di 19 809 abitanti, situato nella contea di Scania. Il suo capoluogo è la cittadina omonima.

## Località
Nel territorio comunale sono comprese le seguenti aree urbane (tätort):
| # | Località | Popolazione |
| - | -------- | ----------- |
| 1 | Svedala  | 9.593       |
| 2 | Bara     | 3.270       |
| 3 | Klågerup | 1.883       |
| 4 | Sjödiken | 363         |
| 5 | Holmeja  | 232         |